# Rzęsa (anatomia)

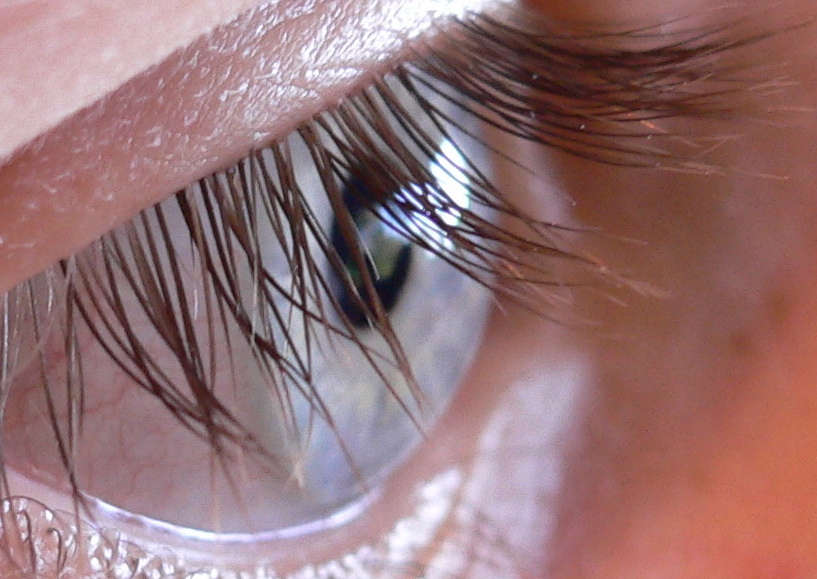
Rzęsy powieki górnej człowieka

Rzęsy (łac. cilia) – występujące u ssaków (w tym u człowieka) lekko zaginające się włoski na powiece górnej i dolnej obu oczu. Żywotność rzęs u ludzi wynosi 100–150 dni. Na powiece górnej znajduje się 120 do 250 rzęs, na dolnej od 50 do 150. Rzęsy powieki górnej są dłuższe (8–12 mm) od rzęs powieki dolnej (6–8 mm). Głównym i najważniejszym zadaniem rzęs jest ochrona oczu polegająca na wyłapywaniu cząstek brudu, kurzu, jak i drobnych owadów. Rzęsy bywają ozdabiane tuszami do rzęs, produkowane są także sztuczne rzęsy do ozdoby.

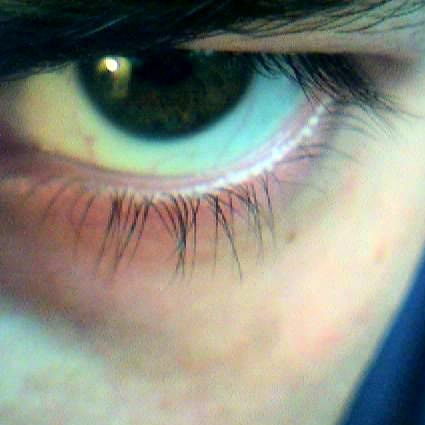
Rzęsy powieki dolnej
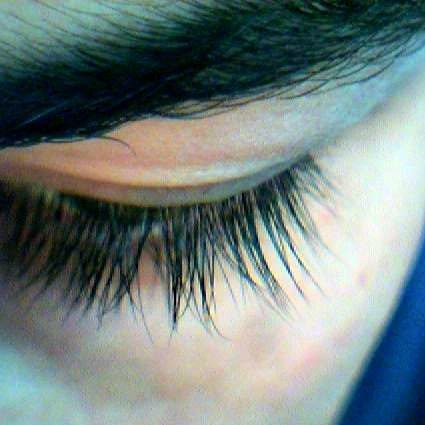
Rzęsy powieki górnej